# Between Father and Son
Between Father and Son è un cortometraggio muto del 1911 diretto da George Melford. Prodotto dalla Kalem Company, il film era interpretato da Carlyle Blackwell e Alice Joyce.

## Trama
Raphaelo incontra la bella Preciosa di cui si innamora perdutamente. Quando suo padre conosce anche lui la donna, perde la testa per lei, ma viene respinto. Geloso del figlio, cerca di rovinare la relazione tra i due innamorati, insinuando il sospetto che Preciosa sia infedele.
Trama su Stanford.edu

## Produzione
Prodotto dalla Kalem Company.

## Distribuzione
Il film, un cortometraggio in una bobina, uscì nelle sale statunitensi il 22 dicembre 1911, distribuito dalla General Film Company.